# 聖法大長老
聖法大長老(1939年4月24日—2016年9月6日)是一位斯里蘭卡比丘和資深禪修老師。他是Sri Kalyani Yogasrama Samstha的精神顧問，多年來一直居住在龍樹禪林。2011年他搬到了Meetirigala Dharmayatanaya以幫助振興這個長期的學問和修行的道場。
他曾十一次前往緬甸，第一次是去修習馬哈希的內觀禪法，1996年前往毛淡棉的帕奧禪林，幾個星期內修成了十遍處和四禪八定。他辨識了他的過去世與未來世，瞭解到過去世他一直都在持續不斷地禪修以及學習佛法，因此才有這一世的禪修成就。在未來世，他輪迴一千八百世後，他將會成佛。他逝世後在斯里蘭卡國會廣場以國禮舉行荼毘大典。

## 外部連結
- YouTube上的慈心留台灣~ 緬懷聖法大長老紀念專輯